# MLB 99
Az MLB 99 baseball-videójáték, az MLB sorozat harmadik tagja, melyet a Sony Interactive Studios America fejlesztett és a Sony Computer Entertainment America jelentetett meg. A játék 1998. április 14-én jelent meg, kizárólag PlayStation otthoni videójáték-konzolra.
A játék borítóján Cal Ripken Jr. Baltimore Orioles-hármasvédő szerepel.

## Fogadtatás
| Összegzőoldal | Értékelés |
| ------------- | --------- |
| GameRankings  | 78%       |

| Szerző          | Értékelés |
| --------------- | --------- |
| AllGame         | [ 2 ]     |
| EGM             | 7,75/10   |
| Game Informer   | 8,75/10   |
| GameFan         | 89%       |
| GamePro         | [ 6 ]     |
| GameRevolution  | B+        |
| GameSpot        | 6,2/10    |
| IGN             | 7/10      |
| Next Generation | [ 10 ]    |
| OPM (US)        | [ 11 ]    |

A játék kedvező kritikai fogadtatásban részesült a GameRankings kritikaösszegző weboldal adatai szerint. A Next Generation szerkesztői 4/5 csillagra értékelték a játékot, kiemelve, hogy „az irányítás kulcsfontosságú a realizmushoz, és e téren egy pozitívum egyben negatívum is lehet a játékos hatékonyságának függvényében. A neofitáknák és az alkalmi játékosoknak egy ilyen összetett irányítási séma inkább tűnhet munkának mint szórakozásnak. A tapasztalt játékosok azonban fel fognak tudni nőni a feladathoz és örömmel fogják fogadni a rugalmasságot.”

## Fordítás
- Ez a szócikk részben vagy egészben az MLB 99 című angol Wikipédia-szócikk ezen változatának fordításán alapul.  Az eredeti cikk szerkesztőit annak laptörténete sorolja fel. Ez a jelzés csupán a megfogalmazás eredetét és a szerzői jogokat jelzi, nem szolgál a cikkben szereplő információk forrásmegjelöléseként.